# Bavarske Alpe
Bavarske Alpe (njemački   Bayerische Alpen) - planinski su lanac sjevernih vapnenačkih alpa. Rijeka Lech dijeli ih u Allgäuske Alpe na zapadu, a rijeka Loisach u Berchtesgadenske Alpe na istoku. Bavarske Alpe administrativno leže u Njemačkoj, u pokrajini Bavarskoj. Njihov je najviši dio gorje Wetterstein, a najviši vrh Zugspitze (2962 m nadmorske visine).
Podskupine bavarskih Alpa:
- Wetterstein
- Allgäuske Alpe
- Ammergauske Alpe
- Chiemgauske Alpe
- Berchtesgadenske Alpe
- Karwendel
- Bregenzerwaldgebirge
- Bavarske Predalpe
- Lechquellengebirge.

## Vanjske poveznice
- Opis planinarskih staza